# バル・ベルデ
バル・ベルデまたはバルベルデ (Val Verde) は、ハリウッド映画に登場する架空の国家名である。いくつかの映画で設定が共有されており、これらは広義におけるクロスオーバー作品的要素ともいえる。
なお、実際に同じ名称を持つ地域や、同じ読みのスペイン系の姓が複数実在するが、無関係である。

## 概要
バル・ベルデは主人公の敵役（もしくはその出身国）としての登場が大半を占める。
自らが脚本を手がけた作品にしばしばバル・ベルデを登場させているアメリカの映画家、スティーヴン・E・デ・スーザは、バル・ベルデについて「カリブ海のリゾート地、神秘的な熱帯雨林、様々な人種と文化が混在しているような国」と解説しており、「初めは私が制作に携わる際に使う、仲間内のジョークに過ぎなかった」と述べている。なお、スーザはモデルとなった国家の1つとしてガイアナを挙げている。

## 設定
バル・ベルデは次のような国家として描かれている。
- 地理的には中南米、もしくはその近辺に位置する（『プレデター』では、グアテマラと隣接していることをうかがわせる描写がある）。
- 気候は熱帯性。国土の多くの地域に熱帯雨林が広がる山岳地帯がある（これらの特徴は中南米に属するほとんどの国にあてはまる）。
- 公用語はスペイン語である。また、英語も母語として通用する。
- 短期間に何度もの政変（クーデター合戦）を経験した形跡があり、国政状況は混沌としている。
- 傭兵などが国内へ頻繁に出入りしており、しばしばゲリラ化した武装勢力が勃興する。
- 農業国である。
- 社会的格差が激しく、一般人は裕福でない場合が多い。

反米志向が強く、旧ソビエト連邦などの社会主義、共産主義を掲げる国家との密接な関係があるとの描写が多く見られる点も特徴である。ただし、現在は自由主義陣営寄りの国家で、民主的な共和制に基づく政治体制となっている、との設定になっていることが多い。
『プレデター』では登場人物が「この国とアメリカは国交が無い」と発言するシーンがあるが、『コマンドー』ではアメリカの後援のもとで新大統領となったという人物が設定上に存在し、悪役の親玉の位置にある登場人物は、過去にアメリカの介入によって打倒されたバル・ベルデの独裁者であったという設定である。『ダイ・ハード2』にはかつてアメリカの軍部とコネクションがあったが現在は失脚して収監されているという設定の、反共主義者で元独裁者の麻薬王が登場しており、バル・ベルデ空軍機としてアメリカ製のF-4 ファントムIIが登場するなど、作品によって設定は一定していない。
農業国との設定だが、国内で主に収穫される作物は不明。『コマンドー』では店先に葉巻の吊り看板が見られる。主人公がアメリカからバル・ベルデ行きの飛行機に乗り込んでおり、『プレデター』での「アメリカとの間に国交はない」との設定と矛盾するが、バル・ベルデが農業国であるとするなら、空路も含めた通商路は貿易上不可欠であるため、アメリカとの間に（直通ではないにしても）交通手段があることは不自然ではない。また、『ダイ・ハード2』でのセリフによれば「エスカロン国際空港」 (Escalon Airport) という国際空港が存在している。

## 登場作品
『コマンドー』
かつて大統領として国民に圧政を強いていた独裁者、アリアスの祖国として登場。アリアスはかつてアメリカが主導したクーデターにより失脚、復権のため主人公に現大統領の暗殺を強要する。作中ではウェスタン航空（英語版）がDC-10でロサンゼルス（ロサンゼルス国際空港） - バル・ベルデ線を運航しており、飛行時間は11時間かかるとの設定。
『プレデター』
主人公率いる特殊部隊が、バル・ベルデとグアテマラの国境付近に墜落したヘリコプターの乗員の救助に向かうという設定。続編の『プレデターズ』劇中にて本作の事件を知る人間が「グアテマラで起きた」と述べているが、前作での「この国とアメリカは国交が無い」という発言と矛盾する。なお当人はあくまで「他人から聞いただけ」としており、不確かな情報であると認めている。また、コミックと小説の『Predator: Concrete Jungle』とその続編の『Predator: Dark River』でもバル・ベルデが登場する。両作品とも映画のプレデター1からの続編的な内容であるが、バル・ベルデの場所は南米にあり、映画での中米のグアテマラ付近に位置する設定とは矛盾する。
『Supercarrier』（TVシリーズ）
バル・ベルデ国内の補給港に主人公たちが乗った空母が駐留中、内戦が勃発するというエピソードがある。
『ダイ・ハード2』
劇中登場する麻薬王、ラモン・エスペランザはバル・ベルデ出身である。
『Adventure Inc.』（TVシリーズ）
シーズン1の第10話には「Plague Ship of Val Verde（バル・ベルデの疫病船）」というサブタイトルが冠されている。
『ジュラシック・アタック』
バル・ベルデ国内へ極秘で潜入したアメリカ陸軍特殊部隊が、恐竜に遭遇するというストーリー。
| 作品名                     | メディア   | 脚本                            | プロデューサー     | 備考  |
| -------------------------- | ---------- | ------------------------------- | ------------------ | ----- |
| 『コマンドー』             | 映画       | スティーヴン・E・デ・スーザ     | ジョエル・シルバー | [ 3 ] |
| 『プレデター』             | 映画       | ジム・トーマス ジョン・トーマス | ジョエル・シルバー |       |
| 『Supercarrier』           | TVシリーズ | スティーヴン・E・デ・スーザ     |                    |       |
| 『ダイ・ハード2』          | 映画       | スティーヴン・E・デ・スーザ     | ジョエル・シルバー | [ 3 ] |
| 『Adventure Inc.』         | TVシリーズ |                                 |                    |       |
| 『ジュラシック・アタック』 | 映画       |                                 |                    |       |

## パロディ
ハリウッド映画以外の作品においても、非公式なパロディとしてバル・ベルデが登場する場合がある。
『戦姫絶唱シンフォギア』
日本のテレビアニメ作品。作中では「バルベルデ共和国」と表記される。メインキャラクターの一人、雪音クリスの来歴にて語られる。
第4期『戦姫絶唱シンフォギアAXZ』では、作中序盤の舞台として登場している。作中の描写では、密林や大型ワニの存在から南米のアマゾン熱帯雨林内、あるいはその付近に存在している。また、『ダイ・ハード2』作中のセリフで言及された「エスカロン空港」が作中に登場するほか、バルベルデ共和国政府軍の兵器の名称に「アリアス」、「エスペランザ」が使われている。
さらにアプリゲーム『戦姫絶唱シンフォギアXD UNLIMITED』のイベントクエスト『ティアーズ・オブ・ピースメーカー』でバルベルデ共和国が舞台となっておりクリスを中心としたストーリーが進む。
『ケモノガリ』
日本のライトノベル作品。作中で、南米の小国バル・ベルデからアメリカへ亡命する家族の話が話題に上る。

## 同様の要素を持つ架空の名称
バル・ベルデ同様、作品間に共通する人物などはいないにもかかわらず、広義におけるクロスオーバー作品的要素として（作品の共通部分として）登場する国名や組織名称が存在することがある。以下に日本の映像作品での例を挙げる。
- エルドビア／ルベルタ - テレビ朝日系列のドラマ作品や映画作品に登場する架空の国家。両国ともに南米にあるとされている。
- 大急百貨店 - NHK大阪制作の朝の連続テレビ小説に登場する架空の超高級デパート。モデルは阪急百貨店。
- 城北大学、城南大学 - 東映制作の作品に登場する架空の大学。
- 帝国重工